# Nowyj Rosdil
Nowyj Rosdil (ukrainisch Новий Розділ; russisch Новый Раздол Nowy Rasdol) ist eine ukrainische Stadt mit etwas mehr als 28.900 Einwohnern.

## Geografische Lage

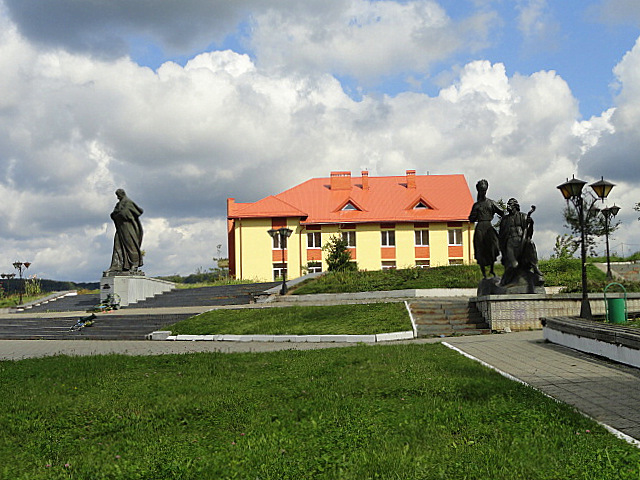
Taras-Schewtschenko-Denkmal in Nowyj Rosdil

Die Stadt befindet sich in der westukrainischen Oblast Lwiw am nördlichen Ufer des Dnister und südlich des Barwinok-Sees (Барвінок (озеро)) auf einer Höhe von 290 m etwa 48 km südlich der Oblasthauptstadt Lwiw und 37 km nordöstlich von Stryj.

## Geschichte
Der Ort wurde 1953, auf Grund des Schwefelabbaus in der Region, gegründet und war von 1959 bis 1965 eine „Siedlung städtischen Typs“. Am 26. Dezember 2002 wurde sie unter Oblastverwaltung gestellt.
Bis zum 24. März 1992 trug der Ort den Namen Nowyj Rosdol (Новий Роздол) und wurde dann in den heutigen Namen umbenannt. Der Name bezieht sich auf die „Siedlung städtischen Typs“ Rosdil, die 8 km westlich der Stadt liegt.

## Verwaltungsgliederung
Am 12. Juni 2020 wurde die Stadt zum Zentrum der neu gegründeten Stadtgemeinde Nowyj Rosdil (Новороздільська міська громада/Noworosdilska miska hromada) im Rajon Stryj. Zu dieser zählen noch die Siedlung städtischen Typs Rosdil sowie die 8 in der untenstehenden Tabelle aufgelistetenen Dörfer; bis dahin war sie Teil der Stadtratsgemeinde Nowyj Rosdil direkt unter Oblastverwaltung der Oblast Lwiw.
Folgende Orte sind neben dem Hauptort Nowyj Rosdil Teil der Gemeinde:
| Name                     | Name        | Name                      | Name         |
| ukrainisch transkribiert | ukrainisch  | russisch                  | polnisch     |
| ------------------------ | ----------- | ------------------------- | ------------ |
| Beresdiwzi               | Берездівці  | Берездовцы (Beresdowzy)   | Brzozdowce   |
| Beresyna                 | Березина    | Березина (Beresina)       | Brzezina     |
| Dolischnje               | Долішнє     | Долишнее (Dolischneje)    | Laszki Dolne |
| Horischnje               | Горішнє     | Горишнее (Gorischneje)    | Laszki Górne |
| Hranky-Kuty              | Гранки-Кути | Гранки-Куты (Granki-Kuty) | Hranki-Kuty  |
| Pidhirzi                 | Підгірці    | Подгорцы (Podgorzy)       | Podhorce     |
| Rosdil                   | Розділ      | Роздол (Rosdol)           | Rozdół       |
| Stankiwzi                | Станківці   | Станковцы (Stankowzy)     | Stańkowce    |
| Tuschaniwzi              | Тужанівці   | Тужановцы (Tuschanowzy)   | Turzanowce   |

## Söhne und Töchter der Stadt
- Wolodymyr Borodjanskyj (* 1974), Medienschaffender und Minister für Kultur, Jugend und Sport

## Partnerstädte
- Police (Pölitz),  Polen